# Joachim Hanschekowitsch
Joachim Hanschekowitsch (* 30. April 1970) ist ein ehemaliger österreichischer Fußballspieler und nunmehriger -trainer.

## Karriere

### Als Spieler
Hanschekowitsch begann seine Karriere beim SV Flavia Solva. Ab der Saison 1987/88 spielte er für die erste Mannschaft der Steirer in der 2. Division. 1990 stieg er mit dem Verein aus der zweiten Liga ab. 1994 gelang Flavia Solva der Wiederaufstieg in die 2. Division. In der Saison 1994/95 kam er zu 27 Zweitligaeinsätzen für die Steirer. In der Spielzeit 1995/96 absolvierte er alle 30 Saisonspiele. In der Saison 1996/97 kam er noch zu 17 Zweitligaeinsätzen, ehe die Steirer nach drei Zweitligaspielzeiten wieder aus der 2. Division abstiegen.
Daraufhin schloss Hanschekowitsch sich zur Saison 1997/98 dem Bundesligisten SK Sturm Graz an, für den er allerdings nicht zum Einsatz kam. Daraufhin wechselte er in der Winterpause zum Regionalligisten TSV Pöllau. Mit Pöllau stieg er zu Saisonende aus der Regionalliga ab. Zur Saison 1998/99 kehrte er zu Flavia Solva zurück, das inzwischen sogar nur noch in der vierthöchsten Spielklasse antrat. Im Jänner 2000 wechselte er zum FC Großklein. Nach vier Jahren bei Großklein schloss er sich im Jänner 2004 dem SV Wildon an. Im Jänner 2005 kehrte er zu Großklein zurück. Zur Saison 2006/07 wechselte er zum SV Gleinstätten, für den er vier Spiele in der Landesliga absolvierte. Im Jänner 2007 wechselte er wieder zum fünftklassigen Flavia Solva. Nach einem halben Jahr in Wagna kehrte er zur Saison 2007/08 zu Gleinstätten zurück, für das er weitere 26 Landesligaspiele machte. Nach der Saison 2007/08 verließ er den Verein. Nach mehreren Jahren ohne Verein gab er im Herbst 2012 ein kurzes Comeback beim fünftklassigen SV Gralla, für den er sechs Spiele in der Oberliga absolvierte.

### Als Trainer
Hanschekowitsch fungierte in der Saison 2005/06, neben seiner Tätigkeit als Spieler, als Co-Trainer beim FC Großklein. Von 2008 und 2010 war er Torwarttrainer im Fußballcollege Leibnitz. Von 2012 bis 2013 hatte er dieselbe Position beim fünftklassigen SVL Flavia Solva inne. In der Spielzeit 2013/14 trainierte er die Torhüter bei Großklein.

## Persönliches
Hanschekowitsch arbeitet als Lehrer an der NMS in Leibnitz.